# فرانك أوكونور (ممثل)
فرانك أوكونور (بالإنجليزية: Frank O'Connor)‏ هو كاتب سيناريو ومخرج وممثل أمريكي، ولد في 11 أبريل 1881 بنيويورك في الولايات المتحدة، وتوفي في 22 نوفمبر 1959 بلوس أنجلوس في الولايات المتحدة.

## أعمال

### أفلام
- (1933) كينغ كونغ[4][5]
- (1934) الأرملة المرحة
- (1935) روجلز من ريد جاب
- (1936) السيد ديدز يذهب إلى المدينة
- (1939) السيد سميث يذهب إلى واشنطن
- (1940) عناقيد الغضب
- (1943) هذه الأرض لي
- (1945) ميلدرد بيرس
- (1946) إنها حياة رائعة[6]
- (1950) سانسيت بوليفارد
- (1951) مكان في الشمس
- (1951) ها قد أتى العروس
- (1952) الرجل الهادئ

## وصلات خارجية
- فرانك أوكونور على موقع IMDb (الإنجليزية)
- فرانك أوكونور على موقع ألو سيني (الفرنسية)
- فرانك أوكونور على موقع تيرنر كلاسيك موفيز (الإنجليزية)
- فرانك أوكونور على موقع أول موفي (الإنجليزية)
- فرانك أوكونور على موقع قاعدة بيانات الأفلام السويدية (السويدية)
- فرانك أوكونور على موقع قاعدة بيانات الفيلم (الإنجليزية)
- فرانك أوكونور على موقع كينوبويسك (الروسية)